# 帕拉·白玛顿丹
帕拉·白玛顿丹（？—？）藏族，西藏江孜人，西藏贵族，噶厦官员。

## 生平
帕拉·白玛顿丹是帕拉家族成员。1819年，帕拉·白玛顿丹陪清朝驻藏大臣喜明考察后藏（今日喀则市）。1823年，帕拉·白玛顿丹赞助出版了《八世珠钦生平补编》。1828年，帕拉·白玛顿丹陪同清朝驻藏大臣惠显巡游后藏。1829年，帕拉·白玛顿丹被任命为噶伦。